# Масуока, Фудзио
Фудзио Масуока (яп. 舛岡 富士雄 Масуока Фудзио, род. 8 мая 1943 года) — японский инженер, работавший в Toshiba и университете Тохоку. В настоящее время — технический директор основанной им фирмы Unisantis Electronics. Является изобретателем флеш-памяти, в том числе разработчиком NOR и NAND флеш-памяти (1980-е годы). Кроме того, в 1988 году он был руководителем команды разработчиков первого МОП-транзистора с универсальным затвором (GAA) (GAAFET).

## Биография
В 1966 году Масуока окончил университет Тохоку в Сендае, Япония. В 1971 году там же получил докторскую степень и поступил на работу в Toshiba. Там им был разработан МОП-транзистор, легший в основу микросхем со стиранием памяти (стирание происходит путем засвечивания ультрафиолетом) — предшественников EEPROM (электрически стираемого перепрограммируемого ПЗУ) и флеш-памяти. В 1976 году Масуока разработал DRAM — динамическую память с произвольным доступом (DRAM) с двойной структурой поликристаллического кремния. В 1977 году он перешел в бизнес-подразделение Toshiba Semiconductor, где разработал мегабайтный DRAM.
Масуоку больше всего волновала идея энергонезависимой памяти, то есть памяти, которая бы сохраняла данные даже при отключении питания. Стирание данных тогдашней EEPROM занимало очень много времени. Он разработал технологию «плавающего затвора», позволяющую делать этогораздо быстрее. Совместный патент был подан в 1980 году вместе с Хисакадзу Иидзукой.
Его коллега Сёдзи Ариидзуми предложил слово «флеш» («вспышка»), потому что процесс напоминал ему вспышку фотоаппарата. Результаты были опубликованы в 1984 году и легли в основу для технологии флэш-памяти уже гораздо большей емкости (изначальный вариант был 8192 байта).
В 1984 году Масуока и его коллеги представили изобретение флеш-памяти NOR. В 1987 году на Международной конференции по электронным устройствам института инженеров электротехники и электроники (IEEE), состоявшейся в Сан-Франциско они сделали доклад о разработке флеш-памяти NAND. Toshiba выпустила на рынок флэш-память NAND в 1987 году.. Однако, миллиарды долларов на продажах соответствующих технологий были заработаны компанией Intel и пресс-служба Toshiba сообщила Forbes, что именно Intel изобрела флэш-память. Что касается, Масуоки,- он получил премию в несколько сотен долларов за изобретение от Toshiba, а позже была сделана попытка понизить его в должности.
В 1988 году исследовательская группа Toshiba под руководством Масуока продемонстрировала первый МОП-транзистор с универсальным затвором (GAA) (GAAFET)
В 1994 году Масуока стал профессоом университета Тохоку
В 2004 году Масуока, стремясь развить изобретение 1988 года, стал главным техническим директором образованной им компании Unisantis Electronics.
В 2006 году Масуока урегулировал судебный процесс с Toshiba на 87 миллионов иен (около 758 000 долларов США).
У Масуоки в общей сложности 270 уже зарегистрированных патентов и 71 — в процессе рассмотрения.

## Награды и премии
- Премия Морриса Либманна — 1997[17]
- Японская почетная медаль — 2007
- Заслуженный деятель культуры Японии[англ.] — 2013
- Орден Священного сокровища (золотая и серебряные звезды) — 2016
- Премия Хонда — 2018